# Clasificación del vino de Saint-Émilion
En 1955 se clasificaron los vinos de Saint-Émilion en la región vinícola de Burdeos. A diferencia de la Clasificación Oficial del Vino de Burdeos de 1855, la lista se actualiza cada diez años más o menor. Después de la clasificación inicial, se actualizó en 1969, 1986, 1996 y más recientemente en 2006, aunque después de que toda la clasificación fuera declarada inválida después de confusas maniobras legales, la versión de 1996 de la clasificación se ha reinstalado para las cosechas de 2006 a 2009.
El Syndicat Viticole de la región comenzó a planear una clasificación del vino de Saint-Émilion ya en 1930, pero no fue hasta el 7 de octubre de 1954 cuando los principios de clasificación se hicieron oficiales con la aceptación del INAO de asumir la responsabilidad de manejar la clasificación. La primera lista de las fincas Saint-Émilion clasificadas se publicó el 16 de junio de 1955 y fue rectificada el 7 de agosto y el 18 de octubre de 1958. Esta lista contenía 12 Premier grands crus classés y 63 Grands crus classés.

## Controversia alrededor de la clasificación de 2006
La quinta clasificación del vino de Saint-Émilion, anunciada en septiembre de 2006 y que comprendía 15 Premiers grands crus classés y 46 Grands crus classés, fue contestada por cuatro productores insatisfechos que habían sido descendidos - Château La Tour du Pin Figeac, Château Cadet Bon, Chateau Guadet y Chateau de la Marzelle - de lo que han resultado procedimientos legales en 2007 y 2008 que actualmente significan que la clasificación de 2006 es inválida, y en su lugar se aplica la de 1996. La disputa legal se centra en el hecho de que varios miembros del panel que tenía que valorar los vinos tenían intereses en conflicto, siendo, por ejemplo, intermediarios en tratos con algunos de los châteaux, y por lo tanto podrían ser sospechosos de parcialidad. Inicialmente, un tribunal administrativo en Burdeos declaró temporalmente suspendida la clasificación en marzo de 2007, después un tribunal de Burdeos la suspendió indefinidamente al denegar una petición de alzamiento de la suspensión inicial. Después, el Consejo de Estado francés, tribunal superior en el orden administrativo, el 12 de noviembre de 2007 alzó la suspensión de la clasificación de 2006, y por lo tanto la reinstaló. Sin embargo, sus sentencia no era definitiva, y sólo decidió que el caso de los cuatro châteaux bajados de categoría no merecían una suspensión de toda la clasificación. El asunto se devolvió al tribunal de Burdeos para que decidiera si los châteux quejosos habían sido tratados imparcialmente. El 1 de julio de 2008 este tribunal decidió que el mecanismo de cata del vino usado en la clasificación de 2006 no fue imparcial, y haciendo de nuevo completamente nula toda la clasificación. Inmediatamente después de la sentencia, se estimó que un proceso de apelación posterior para pedir la reinstalación de la clasificación llevaría como mínimo dos años, y tendría un resultado incierto. Esto llevó al organismo regulador del vino, el INAO a pedir al gobierno francés que usara poderes de emergencia para reinstalar la clasificación de Saint-Émilion, lo que hizo el 11 de julio de 2008. Esta decisión extendió la validez de la clasificación de 1996 a las cosechas de 2006 a 2009, de manera que los cuatro châteaux quejosos mantenían su clasificación, pero no los que recientemente habían ascendido. Presumiblemente, esta medida, permitirá al INAO preparar una clasificación menos controvertida que estará acabada en torno a 2010.

## La clasificación de 2006
La clasificación revisada, objeto de una prolongada disputa legal, comprende 13 Premiers grands crus classés y 53 Grands crus classés.*
| Château Ausone                 | Château Cheval Blanc                            |                                        |
| Premiers grands crus classés B |                                                 |                                        |
| Château Angélus                | Château Beauséjour (Duffau-Lagarrosse)          | Château Beau-Séjour Bécot              |
| Château Belair                 | Château Canon                                   | Château Figeac                         |
| Clos Fourtet                   | Château La Gaffelière                           | Château Magdelaine                     |
| Château Pavie                  | Château Trottevieille                           |                                        |
| Grands crus classés            |                                                 |                                        |
| Château Balestard la Tonnelle  | Château Bellevue                                | Château Bergat                         |
| Château Berliquet              | Château Cadet Bon                               | Château Cadet Piola                    |
| Château Canon-la-Gaffelière    | Château Cap de Mourlin                          | Château Chauvin                        |
| Château Corbin                 | Château Corbin Michotte                         | Château Dassault                       |
| Château Faurie de Souchard     | Château Fonplégade                              | Château Fonroque                       |
| Château Franc Mayne            | Château Grand Mayne                             | Château Grand Pontet                   |
| Château Guadet Saint-Julien    | Château Haut Corbin                             | Château Haut Sarpe                     |
| Château L'Arrosée              | Château La Clotte                               | Château La Couspaude                   |
| Château La Dominique           | Château La Marzelle                             | Château La Serre                       |
| Château La Tour Figeac         | Château La Tour du Pin Figeac (Giraud-Bélivier) | Château La Tour du Pin Figeac (Moueix) |
| Château Laniote                | Château Larcis Ducasse                          | Château Larmande                       |
| Château Laroque                | Château Laroze                                  | Château Le Prieuré                     |
| Château Les Grandes Murailles  | Château Matras                                  | Château Moulin du Cadet                |
| Château Pavie-Decesse          | Château Pavie-Macquin                           | Château Petit Faurie de Soutard        |
| Château Pipeau                 | Château Saint-Georges-Côte-Pavie                | Château Soutard                        |
| Château Tertre Daugay          | Château Troplong Mondot                         | Château Villemaurine                   |
| Château Yon Figeac             | Clos de l'Oratoire                              | Clos des Jacobins                      |
| Clos Saint-Martin              | Couvent des Jacobins                            |                                        |
| Former crus classés            |                                                 |                                        |
| Château Bellefont-Belcier      | Château Destieux                                | Château Fleur-Cardinale                |
| Château Grand Corbin           | Château Grand Corbin-Despagne                   | Château Monbousquet                    |